# Diadiplosis pulvinariae
Diadiplosis pulvinariae är en tvåvingeart som först beskrevs av Ephraim Porter Felt 1912.  Diadiplosis pulvinariae ingår i släktet Diadiplosis och familjen gallmyggor. Inga underarter finns listade i Catalogue of Life.